# Ye Si
Dans ce nom, le nom de famille, Ye, précède le nom personnel.
Pour les articles homonymes, voir Ye.
Ye Si (chinois 也斯), de son vrai nom Leung Ping-kwan (Liang Pingjun), né le 20 avril 1949, mort le 5 janvier 2013, est un écrivain et universitaire chinois de Hong Kong.

## Éléments biographiques
Ye Si a étudié aux États-Unis et est professeur de littérature comparée à l'université de Lingnan (en) de Hong Kong.
Hong Kong et son identité sont le principal sujet de l'œuvre de Ye Si.

## Traduction
- Îles et continents et autres nouvelles, trad. Annie Curien, Gallimard, 2001[3]
  - Îles et continents, une nouvelle, Perspectives chinoises, 2000, vol. 59, numéro 59, p. 58-69 [lire en ligne]

- De ci de là des choses, trad. Annie Currien, Sonia Au Ka-lai et Gérard Henry, You Feng, 2006
- En ces jours instables, trad. Camille Loivier, MCCM Créations, 2012
- « La moule et l'identité culturelle » / « Alcool fraîchement distillé » / « Discours sur le porc », trois poèmes, trad. Gwennaël Gaffric, Jentayu, n° 5, 2017, p. 21, 41 et 58
- « Nasi dan Santan » / « Poulet au riz de Singapour » / « Porridge nature » / « Olives cuisinées à la teochew », quatre poèmes, trad. Sandrine Marchand, Jentayu Hong Kong, hors-série n° 5, 2022, p. 33-40.

## Entretiens
- Ye Si, « Comment utiliser la langue pour exprimer Hong Kong », entretien avec Annie Curien, Poésie 2001, no  88, juin 2001
- Leung Ping-kwan, « Hong Kong, métaphore du monde contemporain », entretien avec Régis Poulet, La Revue des ressources, 6 novembre 2006 [lire en ligne]

## Récompenses
- nommé auteur de l'année lors de la Fête du livre de Hong Kong 2012[4]